# There There (album)
There There è il secondo album della cantante australiana Megan Washington, pubblicato il 12 settembre 2014.

## Tracce
Testi e musiche di Megan Washington e Samuel Dixon, eccetto dove indicato.
1. Yellow & Blue – 3:42
2. My Heart Is a Wheel – 3:45
3. Limitless – 4:15
4. Skyline – 3:51
5. Begin Again – 4:15
6. Who Are You – 4:12
7. Get Happy – 2:41
8. Marry Me – 3:38
9. The Falling – 4:39
10. Consolation Prize – 5:13
11. To or Not Let Go – 4:29 (Megan Washington)
12. One for Sorrow – 3:52 (Megan Washington)

## Classifiche
| Classifica (2014) | Posizione massima |
| ----------------- | ----------------- |
| Australia         | 5                 |